# Manfred Erlandsson
Manfred Stig Arvid Erlandsson, född 17 november 1999 i Norrstrands församling i Karlstad, är en svensk Youtube-profil och artist. Han hade 2025 omkring 306 000 prenumeranter och omkring 94 miljoner visningar, och gör dokumentära videor och vloggar. Han drev tillsammans med Hampus Hedström talkshowen "En Rullande Talkshow" på Youtube, som startades 2015 och lades på is inom ett år, men återupptogs igen 2020 men sedan återigen lades ner år 2022. 2016 släppte Erlandsson sin debutsingel "Tease".

## Biografi
Som tioåring började Manfred Erlandsson att sätta upp trollerishower i sin hemstad Forshaga. Han trollade på festivaler, barnkalas, i kyrkan och på ålderdomshemmet. När Manfred var tolv år startade han sin Youtube-kanal, där han började publicera videor om sitt liv.
Kanalen växte och innehållet fick alltmer uppmärksamhet, och ledde till ett avtal mellan Erlandsson och det svenska bolaget Splay One.

## Karriär
I början av 2016 fick Erlandsson ett skivkontrakt med Universal Music Sweden, som ledde till släppet av debutsingeln "Tease" i november 2016. Våren 2017 släppte han sin andra singel "Jackson". Efter det andra låtsläppet gick Universal Music Sweden och Erlandsson skilda vägar. Han släppte sin tredje singel "With U" med svenska artisen Gmx. Några månader senare fick han ett nytt skivkontrakt med svenska bolaget Ocean Music Group, som drivs av Dabuzz-profilen Per Liden. Därefter släpptes singeln "One Night In Paris".
I december 2015 startade Manfred Erlandsson tillsammans med sin tidigare podcast-kollega Johannes Gustavsson en tidningssatsning för ungdomar vid namn Oh My Vlog, med fokus på sociala medier, i synnerhet Youtube-stjärnor. Året därefter slutade både Erlandsson och Gustavsson att jobba med tidningen.
Erlandsson placerade sig på plats 27 i Medieakademins årliga Årets maktbarometer i sociala medier när undersökningen gjordes 2017. Sedan augusti 2020 är han verksam med Youtube-kanalen "En Rullande Talkshow" tillsammans med Hampus Hedström.

## Priser och utmärkelser
| År   | Pris                                                    | Resultat  | Ref   |
| ---- | ------------------------------------------------------- | --------- | ----- |
| 2015 | Guldtuben: Årets stjärnskott                            | Nominerad | [ 7 ] |
| 2015 | Guldtuben: Årets vloggare                               | Nominerad |       |
| 2016 | Guldtuben: Årets vloggare                               | Nominerad | [ 8 ] |
| 2016 | Nickelodeon Kids' Choice Awards: Årets svenska vloggare | Vann      | [ 9 ] |
| 2017 | Medieakademin: Årets maktbarometer                      | Plats 27  | [ 6 ] |